# Saint-Vougay
Saint-Vougay (bret. Sant-Nouga) – miejscowość i gmina we Francji, w regionie Bretania, w departamencie Finistère.
Według danych na rok 1990 gminę zamieszkiwało 801 osób, a gęstość zaludnienia wynosiła 53 osoby/km² (wśród 1269 gmin Bretanii Saint-Vougay plasuje się na 664. miejscu pod względem liczby ludności, natomiast pod względem powierzchni na miejscu 661.).